# Acquiesce
Acquiesce è un brano della band inglese Oasis, scritto da Noel Gallagher.
Comparve originariamente come lato b del primo singolo del gruppo classificatosi al primo posto nel Regno Unito, Some Might Say, nell'aprile 1995. La sua popolarità fece sì che fosse inclusa nella raccolta di b-side The Masterplan, lanciato sul mercato nel 1998, dopo che la sua inclusione nel disco era stata votata dai fan sul sito ufficiale della band. Proprio nel 1998 fu trasmessa dalle radio negli Stati Uniti per promuovere il lancio dell'album e raggiunse la posizione numero 24 della classifica Alternative Songs di Billboard, basata sulla frequenza con cui i pezzi erano trasmessi alla radio.
Le strofe della canzone sono cantate da Liam Gallagher e il ritornello da Noel (perché, affermò, Liam non riusciva a raggiungere le note più alte). Il brano risulta, quindi, il primo a cui abbiano partecipato entrambi i fratelli Gallagher come voci. L'altra canzone degli Oasis in cui entrambi i fratelli cantano insieme è Let There Be Love, dal sesto album Don't Believe the Truth, uscito nel maggio 2005, oltre dieci anni dopo il lancio originario di Acquiesce, se si esclude la versione dal vivo di Slide Away.

## Genesi del brano
Noel Gallagher ha affermato di aver scritto il brano nel 1994, mentre era su un treno. Il musicista doveva raggiungere gli studi della Creation Records per le registrazioni dell'album di debutto degli Oasis, Definitely Maybe. All'improvviso il treno si fermò a causa di un guasto e, per ripararlo, ci vollero almeno quattro ore. Nell'intervallo di tempo sorto a causa di questa interruzione, Noel scrisse parti della canzone.. Il titolo "Acquiesce" gli venne in mente sentendolo dire da un uomo che stava parlando al telefono. Ancora oggi Liam non sa cosa significhi questa frase. Secondo il booklet presente nella raccolta The Masterplan (scritto dal compositore e critico musicale Paul Du Noyer), "la canzone riguarda l'amicizia nel senso più ampio e non tratta, come spesso si è creduto, degli stessi fratelli Gallagher".
Tra le canzoni preferite dai fan, è stata suonata frequentemente dal vivo. Numerosi fan della band ritengono che questa canzone avrebbe dovuto avere un posto nell'album (What's the Story) Morning Glory?, altri credono che fosse degna di essere pubblicata come singolo. Questa era anche l'opinione di Alan McGee, il quale, ascoltato il brano per la prima volta, provò a convincere Noel a pubblicarlo come singolo al posto di Some Might Say. Noel rifiutò l'idea perché era fermamente convinto che il lavoro sul singolo fosse completato e non intendeva scrivere un altro lato b per poi registrarlo. Da allora, tuttavia, Noel ha detto che questa e un paio di altre canzoni come The Masterplan erano due brani "di peso", tali da poter essere considerati sia tracce da album che singoli.

## Video
Un primo videoclip promozionale della canzone comprendeva immagini delle performance dal vivo al G-Mex Centre di Manchester del 14 dicembre 1997, con molte riprese dal dietro le quinte della band in tour. In sede di produzione la parte vocale fu tratta da un'altra performance.
Acquiesce fu anche una delle tracce principali dell'EP Stop the Clocks, edito per promuovere l'imminente lancio del greatest hits Stop the Clocks.
Un nuovo video promozionale fu girato all'Electric Ballroom a Camden, Londra, il 12 settembre 2006, ma non vi compariva il gruppo. Al posto del gruppo originale, nelle vesti degli Oasis figurava una band composta da sosia giapponesi. In Giappone sono state fatte anche altre riprese incluse nel video.

## Formazione
- Liam Gallagher - voce, tamburello
- Noel Gallagher - voce, chitarra solista
- Paul Arthurs - chitarra ritmica
- Paul McGuigan - basso
- Alan White - batteria

## Accuse di plagio
Alcuni autori hanno riscontrato una forte somiglianza tra "Acquiesce" e "Io resto qui", brano pubblicato nel 1994 dai Cospira, gruppo punk-rock italiano attivo durante la prima metà degli anni '90 . Stando alle dichiarazioni della band piemontese, era stata infatti inviata una demo del suddetto brano a John Peel, storico giornalista e conduttore radiofonico della nota emittente radiotelevisiva britannica BBC, il quale però non diede mai nessuna risposta.
Alla pubblicazione di "Acquiesce" i Cospira ebbero modo di constatare notevoli somiglianze tra la canzone del gruppo inglese e la stessa demo inviata due anni prima oltremanica; somiglianze rimarcabili nello "special" e nel "ritornello". La coincidenza apparirebbe ancora più sospetta considerando che al tempo gli Oasis intrattenevano collaborazioni musicali sia con l'emittente inglese che con il giornalista John Peel stesso .

## Fatti rilevanti
- Nel 2002 la canzone si piazzò seconda in un sondaggio per stabilire le 50 canzoni più popolari degli Oasis in un'edizione speciale della rivista Q.[senza fonte]
- Liam Gallagher non ha quasi mai cantato la seconda strofa della canzone durante spettacoli dal vivo; al contrario canta due volte la prima e la terza strofa. Mentre Noel sostiene che lui si "rifiuti" di cantarla, Liam dichiara che non ha mai saputo di nessuna seconda strofa[8]. Le registrazioni presenti testimoniano che Liam ha cantato la seconda strofa della canzone solo nella prima parte del 1995 (tra cui anche nel live Live by the Sea)
- Quando Noel ritornò dal tour di Standing on the Shoulder of Giants a Dublino, avendo disertato il tour europeo in seguito a litigi con Liam, i due erano insieme sul palco per la prima volta in sei mesi. Era con loro anche la madre, tra il pubblico. Noel sostiene che Liam andò verso di lui dopo aver suonato "Acquiesce" e gli strinse la mano, lasciando Noel incapace di rifiutarlo, oltre che imbarazzato per l'insulsaggine della questione.[senza fonte]
- "Acquiesce" compare in un episodio della serie TV americana Jericho (stagione 1, episodio 12).
- "Acquiesce" compare nel film Goal! di Danny Cannon.
- "Acquiesce" fu una delle due canzoni eseguite dagli Oasis nel corso della loro apparizione al Saturday Night Live il 18 ottobre 1997; l'altra fu "Don't Go Away".
- In "Acquiesce" compaiono parti di una versione acustica di un'altra canzone degli Oasis (What's the Story) Morning Glory?. Lo si può udire all'inizio e alla fine della canzone. Durante la distorsione e le chitarre dell'intro, poi, si può ascoltare una conversazione tra Liam ed una voce anonima (si pensa sia quella di Owen Morris), registrata al contrario. Ascoltata nel verso corretto, la conversazione fa così:

Bonehead: Sacked him
Owen: Alright
Liam: I've sacked him»
(Acquiesce Intro)
- I Good Charlotte ed i Third Eye Blind hanno suonato dal vivo in diverse occasioni la cover di "Acquiesce".
- La parola "acquiesce" non fa parte del testo della canzone, ma compare in quello della canzone "The Masterplan".